# Hyalonema sequoia
Hyalonema sequoia är en svampdjursart som beskrevs av Lendenfeld 1915. Hyalonema sequoia ingår i släktet Hyalonema och familjen Hyalonematidae. Inga underarter finns listade i Catalogue of Life.